# Забастовка Хута Катовице (1981)
Забастовка Хута Катовице (пол. Strajk w Hucie Katowice) — забастовка польских рабочих металлургического комбината в Катовице 13—23 декабря 1981 года. Являлась акцией протеста против военного положения и преследований профсоюза Солидарность. Подавлена силами армии, ЗОМО и СБ по приказу WRON. Подавление сопровождалось многочисленными арестами забастовщиков. В современной Польше действия бастующих рабочих признаны достойными и законными.

## Контекст протеста
Металлургический комбинат Хута Катовице был стратегически важным предприятием ПНР. При правлении Эдварда Герека Хута Катовице рассматривалась как своего рода «витрина» польской промышленности и социальной сферы. Производимая комбинатом сталь поставлялась для военных нужд СССР. Удостоверение почётного работника Хута Катовице церемониально вручалось Леониду Брежневу.
В то же время комбинат являлся оплотом независимого профсоюза Солидарность. В августе 1980 здесь развернулось забастовочное движение с заострённой антикоммунистической направленностью. 11 сентября 1980 на комбинате было подписано Катовицкое соглашение — один из наиболее радикальных документов о создании свободных профсоюзов в Польше. Катовицкий профцентр «Солидарности» отличался особой активностью, его лидеры Анджей Розплоховский и Збигнев Куписевич — особым радикализмом.
С другой стороны, Катовицкий воеводский комитет ПОРП во главе с первым секретарём Анджеем Жабиньским занимал жёсткую позицию ортодоксального «партийного бетона». Под покровительством Жабиньского действовал Катовицкий партийный форум сталиниста Всеволода Волчева. Воеводская комендатура милиции, региональное управление Службы госбезопасности (СБ) регулярно провоцировали столкновения с профсоюзными активистами.
13 декабря 1981 года в Польше было введено военное положение. Власть перешла к Военному совету национального спасения (WRON) во главе с генералом Войцехом Ярузельским. По всей стране начался разгром профсоюзных организаций. Милиция и СБ начали аресты активистов «Солидарности». В Катовице одним из первых был арестован Анджей Розплоховский и ещё сорок человек.

## Ход событий

### День начала. 13 декабря
В первую же ночь военного положения местные активисты «Солидарности» собирались на Хута Катовице. Около шести тысяч рабочих объявили оккупационную забастовку. Был сформирован Заводской забастовочный комитет — ZKS — из одиннадцати человек (металлисты, доменщики, железнодорожники). Председателем избран слесарь Антоний Кушнер. Его ближайшими помощниками выступали рабочие железнодорожной станции Роман Сопек, Стефан Ланге, Пётр Гайда, нагревальщики Анджей Зея, Войцех Марусиньский, Рышард Бидзиньский, Збигнев Соболевский, Пётр Горальский, электрики Адам Гмырек, Веслав Конюш, автотранспортники Витольд Рубик, Збигнев Паламар, машинист локомотива Владислав Росицкий, токарь Херберт Реннерт, техник Здзислав Мыцек, электрик Ян Легут, оператор грануляции Гжегож Патык.
Учредилась также редколлегия газеты забастовщиков Wolny Związkowiec из шести человек, главным редактором стал инженер-электронщик Збигнев Куписевич. (Кушнер сумел уйти от милицейского ареста через окно своей квартиры; Куписевича наряд не застал дома — он пробрался на комбинат из гостиницы, где общался с иногородними представителями «Солидарности».) Главное требование забастовки состояло в немедленном освобождении всех арестованных и интернированных активистов.
В половину шестого утра железнодорожным краном, цистернами и грузовиками были заблокированы изнутри главные ворота предприятия. Через полтора часа дирекция Хута Катовице была проинформирована о забастовке и намерении бастующих остановить доменную печь. Директор Хута Катовице Станислав Беднарчик сообщил о происходящем в воеводскую комендатуру милиции.
Отдельное собрание началось в час дня в столовой электроцеха. Был сформирован цеховой забастовочный комитет, председателем избран оператор насосной установки Мечислав Запора. Энергоснабжение комбината поставлено под контроль забасткома. Вечером последние плавки были отправлены на склад и с полным соблюдением технических норм начата остановка производства. К полуночи была подготовлена к остановке доменная печь.

### План подавления
Порядок военного положения предусматривал милитаризацию Хута Катовице. Предприятие переходило под управление комиссара WRON полковника Эдмунда Барвиньского. Рабочие объявлялись призванными на военную службу, забастовки карались по войсковым уставам, как неповиновение приказу. Воеводская комендатура милиции и воеводский армейский штаб подготовили план подавления, получивший название Операция GWAREK.
По плану GWAREK предполагалась следующая последовательность действий:
- ввод на территорию предприятия подразделений армии и ЗОМО, особый контроль над кислородной установкой, доменной печью, установками перекачки химикатов, электрическим и механическим цехами, цехом прокатного стана
- «разъяснительная работа» с коллективом посредством листовок и радиовещания с вертолётов

в случае упорства бастующих:
- имитация танковой атаки при вертолётной поддержке на главные ворота — реальный прорыв армии и ЗОМО через вспомогательные ворота и пробитые бронетехникой бреши в ограждении
- удаление забастовщиков с предприятия силами милиции
- задержание организаторов забастовки силами милиции и СБ
- проверка и зачистка всех помещений комбината силами милиции

Особо оговаривались «средства принуждения»: физическая сила, слезоточивые газы, водомёты; в качестве крайнего средства — огнестрельное оружие. Применение последнего допускалось только по приказу командования и с санкции воеводского коменданта милиции.
Для усмирения Хута Катовице были задействованы 4260 сотрудников милиции, 2076 военнослужащих, 500 членов ОРМО, 30 офицеров СБ. Им были приданы 244 единицы бронетехники — танки Т-55, боевые машины BWP-1 и БРДМ-2, два милицейских и один армейский вертолёт, большое количество спецсредств, включая восемь водомётов. Общее командование осуществлял воеводский комендант милиции полковник Ежи Груба, оперативное — заместитель коменданта подполковник Казимеж Кудыбка. Подразделениями ЗОМО руководил заместитель коменданта подполковник Мариан Окрутны, непосредственно командовал подполковник Казимеж Вильчиньский. Армейские подразделения находились в подчинении полковника Барвиньского. По поручению начальника региональной СБ полковника Зыгмунта Барановского по линии госбезопасности операцию курировал майор Эдмунд Перек.
Утром 14 декабря состоялся телефонный разговор полковника Грубы с начальником СБ ПНР Владиславом Цястонем. Генерал Цястонь санкционировал силовое решение проблемы Хута Катовице.

### Активная оборона. 14—17 декабря
В ночь на 14 декабря ZKS объявил: с пяти часов утра все находящиеся на территории Хута Катовице будут считаться присоединившимися к забастовке. Тем, кто не поддерживает акцию, предлагалось покинуть предприятие. В обязательном порядке это касалось женщин.
Около полудня главные ворота комбината блокировали двенадцать армейских танков и бронемашин. В половину третьего началась атака ЗОМО и армейского подразделения. С помощью танков удалось пробить главные ворота. На территорию комбината прорвались три роты милиции, одна армейская рота и спецвзвод ЗОМО. Были заняты ремонтный и механический цеха, атаковано офисное здание. Прорыв ЗОМО произошёл и с вспомогательных ворот. Начались массовые задержания и избиения рабочих (многие из которых не бастовали и собирались уходить). Полагая операцию законченной, Окрутны приказал Вильчиньскому приступить к прочёсыванию помещений.
Однако забастовщики быстро организовались и выстроились с пением национального и католического гимнов. Демонстрировалась готовность к физическому противостоянию. Численность бастующих на тот момент превышала военно-милицейский контингент. Не решившись на столкновение, командование приказало отступить. Но в этот день были задержаны около ста забастовщиков.

Демонстрация силы не принесла красным результата, которого они ожидали.

Роман Сопек

Вечером того же дня ЗОМО жёстко, с избиениями и арестами, подавляли забастовку на катовицком металлургическом заводе Baildon. Поступила информация о забастовках солидарности на ряде других предприятий Катовице. К тому времени в стране бастовали около пятидесяти крупных предприятий. На специальном заседании ZKS Хута Катовице преобразовался в Межзаводской забастовочный комитет (MKS). Сформированы рабочие патрули и подразделение безопасности, выявляющее шпионаж. Решением MKS с комбината удалялись члены ПОРП и официальных профсоюзов. Ночью ворота предприятия были вновь забаррикадированы.
Новостная программа государственного телевидения ПНР дала ложное сообщение о «нормальной работе» Хута Катовице.
15 декабря на Хута Катовице прибыли католические священники. Была проведена месса, установлены два креста в заводском дворе. Продолжалась подготовка к остановке доменной печи. MKS издал обращение к жителям Силезии и выдвинул новые требования: отвод ЗОМО от Хута Катовице, восстановление связи комбината со страной, отмена военного положения. Была принята делегация краковских студентов, рассказавших о силовом подавлении забастовки в Нова-Хуте.
Весь день 16 декабря на комбинате шла интенсивная подготовка к обороне. С помощью заводских локомотивов удалось установить связь с перегрузочной базой. Жители Катовице приносили продовольствие и сообщали о забастовках на других предприятиях. Но к девяти вечера Хута Катовице была наглухо блокирована ЗОМО. Армейские танки выстроились в боевой порядок. Сообщение производственным транспортом было пресечено.
Около одиннадцати часов утра 17 декабря стало известно о кровопролитии на шахте «Вуек». В цехе прокатного стана отслужена месса. Забастовщики дали клятву сопротивления. Механический цех превратили в главный оборонный рубеж, усилились рабочие патрули. В качестве оружия бастующие брали металлические пруты, топоры, копья. Начался сбор средств в помощь семьям погибших шахтёров. Был сочинён гимн забастовки (на мотив песни Варшавского восстания Chłopcy z Parasola), усилена охрана заводского знамени «Солидарности».

Исходя из опыта шахтёров, даём следующие рекомендации на случай прорыва ЗОМО:

— Пассивное сопротивление бессмысленно: зомовцы реагируют с одинаковой жестокостью, независимо от поведения

— Всеми силами препятствуйте прорыву ЗОМО в помещения, где они могут использовать слезоточивый газ

— По возможности защищайте глаза

— Создавайте ударные группы с постоянным резервом

— Не отделяйтесь от больших групп

— Главное! Держите зомовцев на дистанции. Не допускайте прямого столкновения.

Напоминаем и предупреждаем: горняки шахты «Вуек» опоздали с подготовкой обороны. Они не успели заминировать шахту или забаррикадироваться в закрытом помещении. Допустить пренебрежение — уже половина беды. Мы не можем сдаться!

Wolny Związkowiec, 17 декабря 1981

В Катовице распространились слухи о подготовке взрыва кислородной установки и замораживании доменной печи. Это не соответствовало действительности — забастовщики строго соблюдали все правила безопасности и особенно тщательно оберегали печь («смысл существования Хуты»). В то же время слухи, сеющие панику, были в данном случае выгодны властям, поскольку подрывали поддержку забастовки.
Вечером подразделение ЗОМО примерно в пятьдесят бойцов прорвалось через один из слабоохраняемых входов. Но туда быстро подтянулись патрули из механического цеха и нападающие отступили.

### Переговоры и ультиматум. 18—20 декабря
18 декабря шли длительные и трудные переговоры MKS с армейскими парламентёрами. Военные гарантировали безопасность при прекращении забастовки и уходе с предприятия. Но рабочие категорически отказывались пропустить на комбинат милицию и ЗОМО. Тогда офицер предложил забастовщикам отправить делегацию на шахту «Вуек» — дабы убедиться в серьёзности ситуации и представить последствия штурма.
Три представителя MKS посетили «Вуек», увидели совершённый разгром, узнали о девяти убитых. Вернувшись, они рассказали о своих впечатлениях. Это возымело действие: более тысячи человек из примерно шести тысяч покинули Хута Катовице. Возникло подавленное настроение, люди ожидали худшего. Но это способствовало и радикализации движения: были подняты лозунги «Хута Катовице борется!», «Конец красной власти!»
В полдень 19 декабря над Хута Катовице появился милицейский вертолёт. С него разбрасывались листовки, требовавшие немедленно прекратить забастовку. Велось также фотографирование. Вскоре милицейский вертолёт вновь появился в сопровождении армейского. С воли поступали просьбы открыть ворота — в знак готовности к мирному решению. Это было сделано. Одновременно Wolny Związkowiec ещё раз подтвердил готовность сопротивляться до победы.
20 декабря MKS направил письмо Катовицкому воеводе генералу Роману Пашковскому, военному комиссару Барвиньскому и директору Беднарчику. Забастовщики предложили встречу и переговоры. Такой позиции способствовал тот факт, что уже 15 декабря был снят с должности воевода Генрик Лихось, несущий долю ответственности за подавление на «Вуек» — и заменён уважаемым в стране военачальником Пашковским.
Ответом стал ультиматум полковника Барвиньского: к часу ночи 21 декабря очистить предприятие, организаторам забастовки передать себя в руки властей. Происходил очевидный перелом ситуации, и власти ужесточали позицию.
С шести часов вечера ксёндз Ежи Дезор проводил почти непрерывное католическое богослужение.

### Отступление и завершение забастовки. 21—23 декабря
21 декабря MKS отверг ультиматум Барвиньского. Однако всё больше людей покидали Хута Катовице. Через открытые ворота проникали военные, милиционеры и сотрудники госбезопасности. По комбинату стал передвигаться военный и милицейский транспорт. Забастовщики задули доменную печь во избежание самопроизвольной остановки. Началась раздача рабочим мобилизационных карточек. Забастовка ещё продолжалась, но комбинат переходил под контроль властей.
22 декабря прошёл последний тур переговоров MKS с представителями WRON. Исход был предрешён, обсуждалась процедура прекращения забастовки. MKS отклонял ультимативные условия, но войска явочным порядком занимали предприятие. Милицейский вертолёт разбрасывал листовки, содержавшие жёсткие угрозы за неисполнение приказа.
В пять часов утра 23 декабря состоялось последнее заседание MKS. Антоний Кушнер объявил о роспуске комитета. Последние три тысячи забастовщиков покидали Хута Катовице. Выходившие через главные ворота попадали в руки милиции, но многие уходили через бреши в заборах и оставались на воле. Оборудование передавалось армейским специалистам.
24 декабря орган воеводского комитета ПОРП Trybuna Robotnicza сообщил о «восстановлении силами милиции и армии мира и порядка на Хута Катовице».

## Итоги и последствия
Забастовка Хута Катовице явилась одним из крупнейших актов сопротивления военному положению. Подавление забастовки было серьёзным поражением «Солидарности». Военно-партийный режим вновь продемонстрировал превосходство своей организованной вооружённой силы над массовым рабочим движением. Предприятие подверглось милитаризации, профсоюз загнан в подполье.
Были арестованы 50 забастовщиков, более 200 металлургов уволены с работы. Шестнадцать человек приговорены к срокам заключения свыше трёх лет — от 3 лет 5 месяцев (Ян Легут) до 7 лет (Войцех Марусиньский). Антоний Кушнер сумел скрыться. Два года он конспиративно проживал в монастыре Ясна Гура и католическом приюте в Лясках, после чего эмигрировал в США.
Огнестрельное оружие в противостоянии на Хута Катовице не применялось, убитых и раненых не было. Однако в 1982—1983 погибли двое активных участников забастовки — Влодзимеж Ягодзиньский (найден мёртвым около ЛЭП) и Рышард Ковальский (найден мёртвым в Висле). Расследования в обоих случаях были поспешно свёрнуты под предлогом самоубийств. Однако эта версия не считается правдоподобной. Со стороны властей погиб один человек — пилот упавшего военного вертолёта, четверо получили ранения.
Власти постарались и сумели избежать непосредственного кровопролития. Убийства на шахте «Вуек» вызвали негодование в стране и мире. Повторение подобного в то же время и в том же регионе было сочтено недопустимым. Последующие репрессии имели масштабный, но всё же ограниченный характер: осуждённые были освобождены до истечения сроков по приговорам. Ставка делалась на превентивное устрашение, но не на физические расправы.
При этом в Катовицком воеводстве была произведена смена власти. Новый воевода Пашковский встретился с представителями рабочих и пообещал, что «в Силезии больше не прольётся кровь». В начале января был отстранён «бетонный» секретарь воеводского комитета ПОРП Жабиньский и заменён гораздо более умеренным и компромиссным Збигневом Месснером. Подпольные структуры «Солидарности» сохранялись на Хута Катовице до конца 1980-х.
В современной Польше забастовка Хута Катовице декабря 1981 года считается достойным актом рабочего сопротивления. Отмечаются юбилеи события, проводятся общественные и научно-исторические конференции, публикуются исследования. На месте, где в декабре 1981 стоял один из крестов, установлена мемориальная доска. Оба креста сохранены на Хута Катовице.